# Bruno Ferraz das Neves
Bruno Ferraz das Neves (11 de junio de 1984) es un futbolista brasileño que se desempeña como centrocampista.
Jugó para clubes como el Grêmio, Fluminense, Joinville, Cruzeiro, Leiria, Consadole Sapporo y Guarani.

## Trayectoria

### Clubes
| Club              | País     | Año         |
| ----------------- | -------- | ----------- |
| Grêmio            | Brasil   | 2001 - 2005 |
| Fluminense        | Brasil   | 2006        |
| Porto Alegre      | Brasil   | 2007        |
| Joinville         | Brasil   | 2007        |
| Santa Cruz        | Brasil   | 2008        |
| Cruzeiro          | Brasil   | 2008        |
| Noroeste          | Brasil   | 2009        |
| Metropolitano     | Brasil   | 2009        |
| Porto Alegre      | Brasil   | 2010        |
| Leiria            | Portugal | 2010        |
| Consadole Sapporo | Japón    | 2011        |
| Guarani           | Brasil   | 2012        |
| Mogi Mirim        | Brasil   | 2013        |